# Rock Band Blitz
Rock Band Blitz è un videogioco musicale della serie Rock Band della Harmonix Music Systems, reso disponibile per il download via Xbox Live Arcade e PlayStation Network, nell'agosto 2012. A differenza dei precedenti capitoli della serie Rock Band, Blitz non utilizza strumenti musicali ma permette al giocatore l'utilizzo di un normale controller per indovinare le giuste note delle canzoni, utilizzando una meccanica di gioco simile a quella dei precedente titoli della Harmonix, Frequency, Amplitude e Rock Band Unplugged. Oltre ai venticinque brani contenuti nel gioco, Rock Band Blitz è in grado di far suonare al giocatore altri brani scaricati da internet o importati da Rock Band 3.